# Ariamnes papua
Espèce
Ariamnes papua est une espèce d'araignées aranéomorphes de la famille des Theridiidae.

## Répartition
Cette espèce est endémique de la province de Madang en Papouasie-Nouvelle-Guinée,. Elle se rencontre dans les environs de Baiteta.

## Description
Le mâle holotype mesure 23 mm et la femelle paratype 33 mm.

## Systématique et taxinomie
Cette espèce a été décrite en 2025 par Herman Vanuytven (d), Rudy Jocqué et Christa Laetitia Deeleman-Reinhold.

## Étymologie
Son nom d'espèce lui a été donné en référence au lieu de sa découverte, la Papouasie-Nouvelle-Guinée.

## Publication originale
- (en) Herman Vanuytven, Rudy Jocqué et Christa Deeleman-Reinhold, « Spiders resembling worms: notes on Ariamnes Thorell, 1869 (Araneae: Theridiidae) with the description of a new species from Papua New Guinea and the female of A. petilus Gao & Li, 2014 », Journal of the Belgian Arachnological Society, Belgique, vol. 39, no 2,‎ 2025, p. 132-147.